# James William Buel
James William Buel, né le 22 octobre 1849 à Golconda (Illinois) et mort le 17 novembre 1920 à San Diego (Californie), est un journaliste et écrivain populaire américain.

## Biographie
Né à Golconda le 22 octobre 1849, James William Buel est le fils de Sarah Jones Buel et d'Alexander Hall Buel, tanneur. Leur maison, construite entre 1836 et 1839, a été conservée, notamment en tant que lieu de mémoire de la « Piste des larmes » : en effet, les Buel y auraient donné des citrouilles qu'ils faisaient cuire à deux déplacés cherokees affamés.
James W. Buel pratique le métier de son père jusqu'à l'âge de treize ans. En 1868, il obtient une bourse pour aller étudier à l'Université d'Illinois. Il quitte la faculté sans diplôme en 1870 et s'installe à Spring Hill (Kansas), où il dirige un journal local. Dans les années qui suivent, il est journaliste à Kansas City (Missouri) puis à Saint-Louis.
En 1871, il épouse Eliza Brewster, de Warsaw (Illinois).
En 1878, il commence à écrire des livres. Il fait ainsi paraître plusieurs ouvrages sur les cow-boys et hors-la-loi de l'Ouest américain.

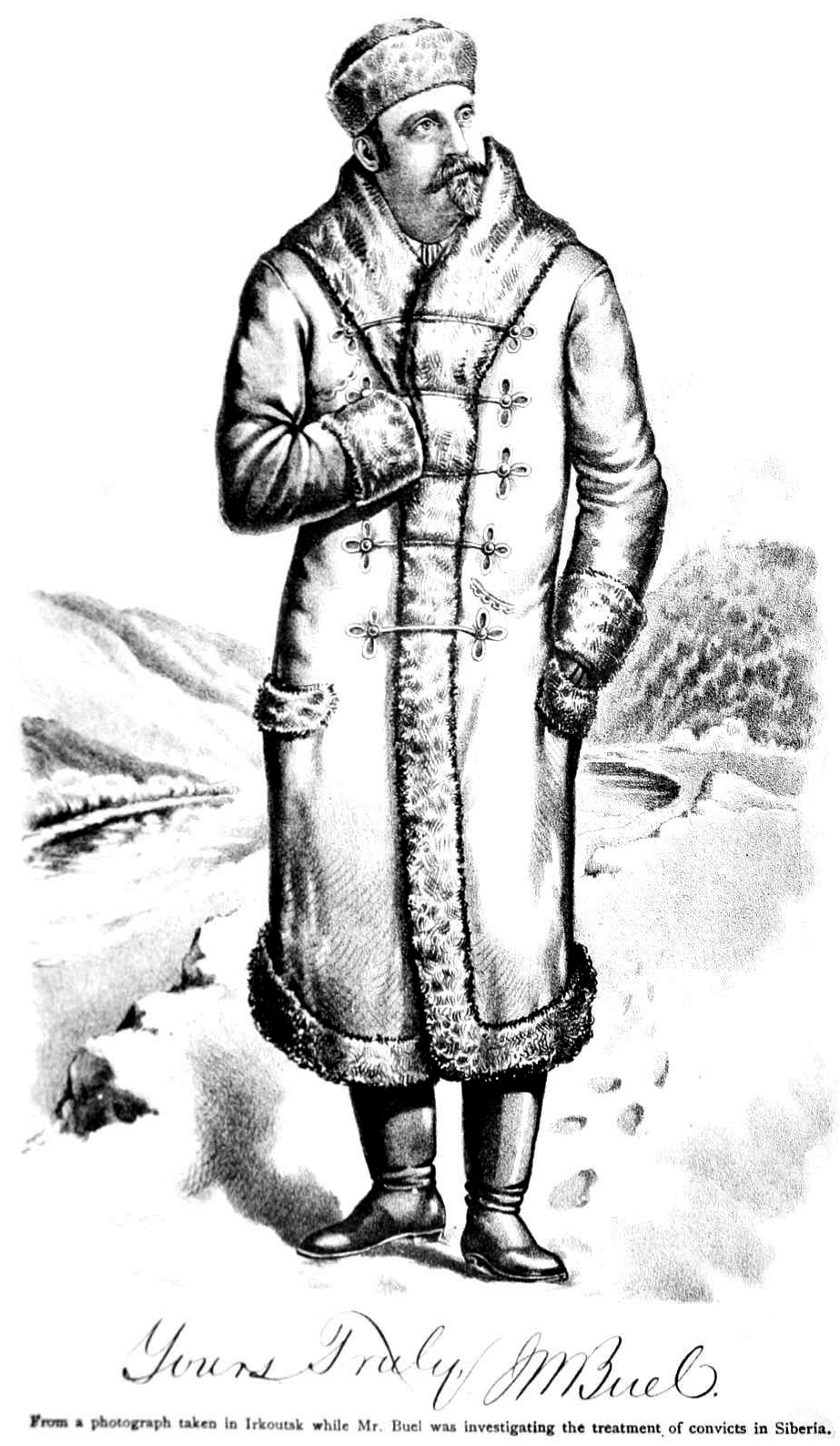
Buel en Sibérie.

En 1882, il visite les bagnes de Sibérie et tire de ce voyage un livre remarqué, Russian Nihilism and Exile Life in Siberia (1883). Il se fait également connaître au moyen d'un ouvrage populaire sur la Bible, The Beautiful Story (1888), rédigé en collaboration avec le prédicateur Thomas De Witt Talmage et qui se serait vendu à plus de 1 300 000 exemplaires.
Il a écrit ou dirigé la publication de nombreux livres, notamment des récits d'aventures, des ouvrages de vulgarisation, ainsi que des livres consacrés à l'histoire des États-Unis ou aux grandes expositions du Gilded Age (expositions universelles de 1893 et de 1904).
Édités par voie de souscription, ces livres ont fait la fortune de son auteur. Ainsi, en 1888, Buel a touché l'équivalent de 173 000 francs de droits d'auteur.
Devenu veuf en 1896, il épouse en secondes noces Annie E. Hill, de Minneapolis, en 1901.
Au début du XXe siècle, il s'installe à San Diego, où il dirige la Buel-Town Chemical Company.
En 1913, l'une de ses filles, Rosalind Buel (1875-1956), veuve de Benjamin Forrest Hammett (1871-1904), a épousé en secondes noces le poète Ernest Thayer (1863-1940).
James W. Buel meurt à San Diego le 17 novembre 1920, à l'âge de 71 ans.